# Tordehumos
Tordehumos – gmina w Hiszpanii, w prowincji Valladolid, w Kastylii i León, o powierzchni 61,52 km². W 2011 roku gmina liczyła 468 mieszkańców.